# Nujabes
Jun Seba (Tokio, 7 februari 1974 – aldaar, 26 februari 2010) was een Japans hiphop-producent en dj. Zijn artiestennaam was Nujabes, een anagram van zijn eigenlijke naam.
Seba bezat twee muziekwinkels (T Records en Guinness Records) in de wijk Shibuya van Tokio en het onafhankelijke platenlabel Hydeout Productions, waarvan hij de oprichter was. Hij is voornamelijk bekend geworden door het succesvol combineren van hiphop en jazz. Ook werkte hij vaak samen met Amerikaanse underground-hiphopacts zoals CYNE. Verder heeft hij meegewerkt aan de muziek van de animeserie Samurai Champloo.
Hij overleed na een auto-ongeluk in Shibuya.

## Invloed
De dood van Seba bracht veel eerbetonen voort van andere artiesten over de hele wereld. Op Bandcamp brachten de in New York gevestigde Digi Crates Records een reeks tribute-albums uit, uitgevoerd door verschillende artiesten in een stijl die doet denken aan die van Seba. Seba's label Hydeout Productions heeft een eerbetoon album uitgebracht met de titel Modal Soul Classics II met een aantal voormalige medewerkers en met teksten en songtitels die verwijzen naar Seba's werk.
Hij heeft veel samengewerkt met hiphop artiest Shing02: "Door zijn soulvolle muziek heeft Nujabes zoveel mensen over de hele wereld geraakt, zelfs buiten zijn dromen", en "[ik] betreur het ten zeerste dat een uniek talent en een goede vriend verloren zijn gegaan." Shing02 heeft opgetreden bij tribute-concerten voor Seba.
Daniel Hodgman, oprichter van de hiphopcultuurwebsite BonusCut, zei in een recensie van Modal Soul in 2014: "Nujabes is misschien niet meer fysiek bij ons, maar door zijn muziek leeft zijn nalatenschap en levenslust voort." Mede-oprichter Gus Navarro merkte op: "De muziek van wijlen producer Nujabes is iets om vast te houden en nooit meer los te laten."

## Discografie

### Studioalbums
- 2003: Metaphorical Music
- 2005: Modal Soul
- 2011: Spiritual State

### Compilatiealbums
- 2003: Hydeout Productions 1st Collection
- 2007: Hydeout Productions 2nd Collection
- 2008: Modal Soul Classics
- 2009: Mellow Beats, Friends & Lovers
- 2010: Modal Soul Classics II
- 2014: Free Soul Nujabes First Collection
- 2014: Free Soul Nujabes Second Collection
- 2015: Luv(Sic) Hexalogy
- 2016: Kei Nishikori meets Nujabes

### Soundtrack albums
- 2004: Samurai Champloo Music Record: Departure
- 2004: Samurai Champloo Music Record: Impression

### Ep's en singles
- 1999: Ain't No Mystery
- 2001: "Dimension Ball Tracks Volume 1"
- 2002–2013: Luv(sic) Part 1 - Part 6
- 2002: "Blessing It/The Final View"
- 2003: "Flower/After Hanabi (Listen To My Beat")
- 2003: "Next View"
- 2003: "Lady Brown"
- 2003: "F.I.L.O"
- 2003: "Still Talking To You/Steadfast"
- 2015: Perfect Circle (met Shing02)

### Collaboratie albums
- 2001: To This Union a Sun Was Born (met Substantial)
- 2003: Bullshit as Usual (met Pase Rock)

### Officiële mixtapes
- 1998: Sweet Sticky Thing
- 2002: Good Music Cuisine - Ristorante Nujabes
- 2003: Tribe Sampler Vol. 1

- Library of Congress Control Number: no2014003702
- MusicBrainz: 1595addf-f76b-450a-a097-af852ff35f27
- Virtual International Authority File: 308181006
- WorldCat: E39PBJbxBV3VYbfYtBYQchPhHC